# 李秋芳
李秋芳（1954年10月—），北京人，女，中华人民共和国政治人物。1970年7月参加工作，1972年7月加入中国共产党。中央党校世界经济专业研究生学历。

## 生平
1988年至1992年共青团中央宣传部副部长；1992年8月至1997年3月，任全国妇联城乡工作部副部长、部长。1997年3月至1998年10月，任全国妇联办公厅主任。2003年，担任中央纪委驻中国社会科学院纪检组组长、中国社会科学院党组成员。2012年，任中央纪委驻广电总局纪检组组长。2012年底的中共十八大上，当选十八届中央纪委委员。2016年1月，任中央纪委驻港澳办纪检组组长。